# Dicranomyia (Dicranomyia) subtristoides
Dicranomyia (Dicranomyia) subtristoides is een tweevleugelige uit de familie steltmuggen (Limoniidae). De soort komt voor in het Oriëntaals gebied.